# Rokas Jokubaitis
Rokas Jokubaitis (* 19. November 2000 in Mažeikiai) ist ein litauischer Basketballspieler.

## Werdegang

### Verein
Jokubaitis wurde im Nachwuchs von Žalgiris Kaunas ausgebildet. In der Saison 2016/17 sammelte er Einsatzzeit bei Neptūnas Klaipėda. In der Saison 2017/18 gab er seinen Einstand in der Herrenmannschaft von Žalgiris Kaunas in der ersten litauischen Liga, 2018/19 dann auch in der EuroLeague. 2019 wurde er mit Žalgiris erstmals litauischer Meister, 2021 wiederholte man den Erfolg. Ende Juli 2021 wählten ihn die Mannschaft Oklahoma City Thunder im Draftverfahren der NBA an 34. Stelle aus, gab die Rechte an Jokubaitis aber an die New York Knicks ab.
Der FC Barcelona stattete ihn im Sommer 2021 mit einem Vierjahresvertrag aus. 2022 wurde er mit der Mannschaft spanischer Pokalsieger und 2023 spanischer Meister. Ebenso wurde er in dem Jahr in der EuroLeague 2021/22 zum EuroLeague Rising Star (Bester Nachwuchsspieler) gewählt.
Im Juli 2024 vermeldete Maccabi Tel Aviv die Verpflichtung des Litauers. Im Februar 2025 war er mit 20 Punkten Maccabis bester Korbschütze im Endspiel des israelischen Pokalwettbewerbs, das gegen Hapoel Jerusalem gewonnen wurde.
Im August 2025 verpflichtete der FC Bayern München den Litauer. Der Vertrag läuft für drei Jahre bis 2028.

### Nationalmannschaft
Bei der U16-Europameisterschaft im Jahr 2016 gewann er mit Litauen Silber. Bei der Weltmeisterschaft 2023, die man auf dem sechsten Platz abschloss, war Jokubaitis mit einem Mittelwert von 12,6 Punkten je Turnierspiel der zweitbeste Korbschütze der Litauer, des Weiteren war er der beste Vorlagengeber der Mannschaft.

## Erfolge
- Litauischer Meister 2021, 2020, 2019
- Litauischer Pokalsieger 2021, 2020
- Spanischer Pokalsieger 2022
- Spanischer Meister 2023
- Israelischer Pokalsieger 2024, 2025